# Instrumento de viento metal

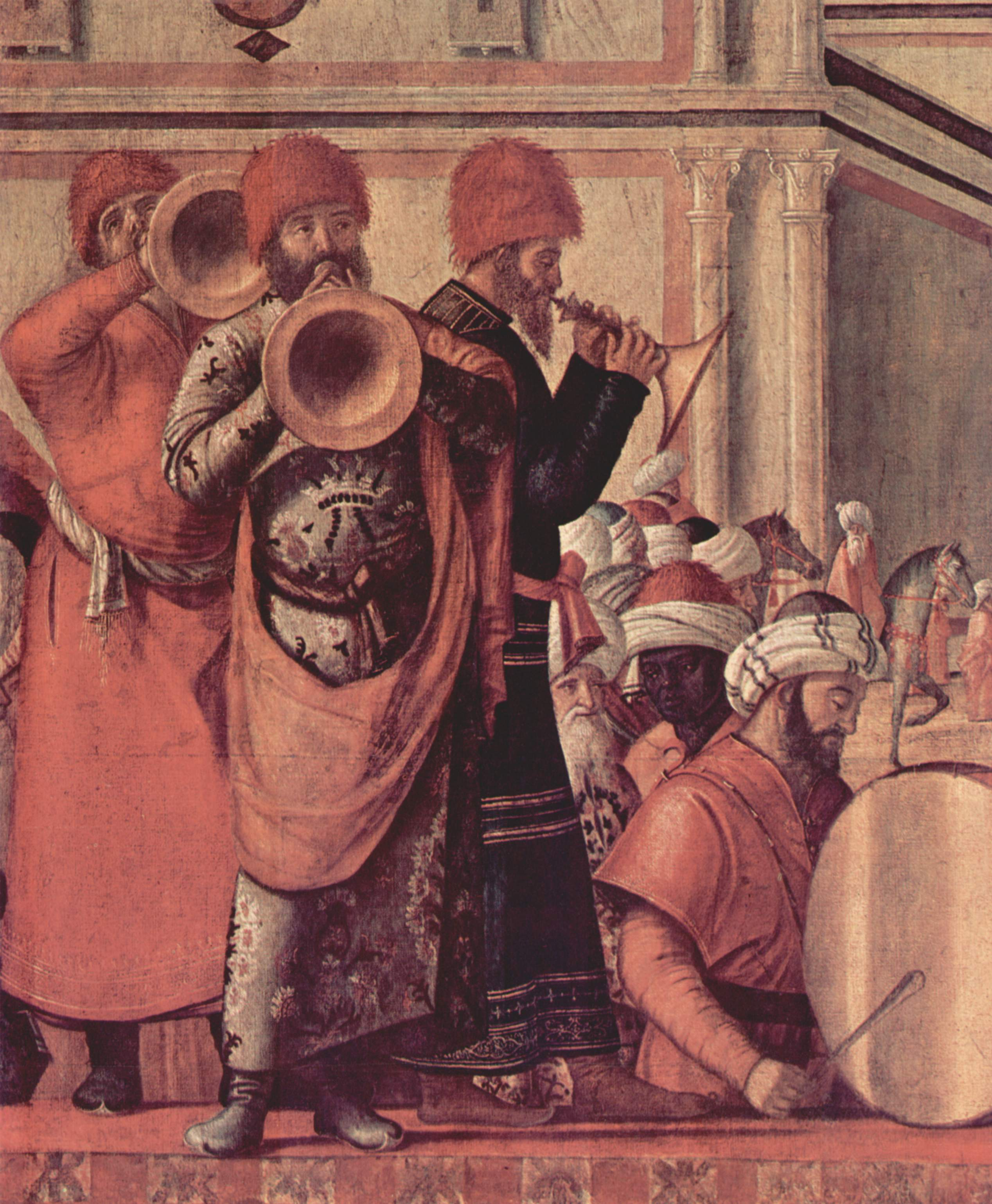
Detalle de los músicos en la pintura: Bautismo de los Selenitas de Vittore Carpaccio, 1502.

Los instrumentos de viento metal (o viento-metal) son instrumentos musicales de viento, que producen sonido por medio de vibración simpática de aire en un resonador tubular en simpatía con la vibración de los labios de quien los toca. Están compuestos por un tubo de metal (generalmente latón), que puede estar doblado o recto, una boquilla y una campana en el extremo opuesto a la boquilla. Aunque estos instrumentos están por lo general fabricados en metal, la mayoría de ellos tienen antecesores tomados de la naturaleza, como las caracolas, ramas huecas o cuernos de algunos animales. Estos instrumentos son llamados a veces labrósonos o labrófonos, de partículas del latín y el griego que significan 'labio' y 'sonido.'
Varios factores están involucrados en producir diferentes alturas en un instrumento de viento metal. Varas deslizantes (émbolos), válvulas, recodos (de uso infrecuente en la actualidad) o llaves de tacto (pistones) se usan para cambiar la longitud vibratoria del tubo, cambiando de esta manera las series armónicas disponibles, mientras que la embocadura, tensión labial y flujo del aire del intérprete tienen la función de seleccionar la armónica específica producida a partir de las series disponibles. 
En la perspectiva de la mayoría de estudiosos (véase organología), el término de viento-metal debe definirse por la manera en que se produce el sonido, como se describió antes, y no por el material del que está hecho el instrumento. Así, es posible incluir en tal categoría instrumentos que están hechos de madera, tales como la trompa de los Alpes, el cornetto, el serpentón o el didyeridú, al tiempo que algunos instrumentos de viento-madera están hechos de metal, como el saxofón.

## Tipos
Dentro de la familia de los instrumentos de viento metal existen dos grupos: los instrumentos de taladro cónico y los de taladro cilíndrico. En los primeros, el conducto del aire se ensancha gradualmente desde la embocadura hasta la campana. Estos instrumentos tienen sus antecesores en las caracolas marinas y los cuernos de los animales. Ejemplo de ellos es el shofár, un instrumento judío fabricado con el cuerno de un carnero y que aún es usado en las sinagogas. De los instrumentos modernos utilizados, la trompa, la tuba, el clarín y el fliscorno son sus principales representantes.
En los instrumentos de taladro cilíndrico, el conducto no se ensancha más que en el tudel del principio hasta unos centímetros antes de llegar a la campana y todos los tubos centrales que componen las bombas y los pasos entre los pistones son cilíndricos.
Tienen sus orígenes en conductos sonoros fabricados en madera, bambú o caña que estaban provistos de una embocadura gruesa y abultada con un cuerpo de animal a modo de pabellón. Como representantes modernos de estos instrumentos destacan la trompeta y el trombón. En cualquier caso, los instrumentos actuales de los dos grupos no son cónicos o cilíndricos por completo.

## Funcionamiento
El sonido se produce gracias a la vibración de los labios del intérprete en la parte denominada boquilla a partir de la columna del aire (flujo del aire). La posición de los labios es fundamental a la hora de ejecutar una nota. Cuando la columna de aire atraviesa el tubo, produce una serie de notas llamada serie de armónicos naturales. Se pueden obtener otras notas utilizando válvulas, pistones o varas deslizantes, dependiendo del tipo de instrumento. El sonido de los instrumentos de metal puede alterarse introduciendo en la campana un mecanismo conocido como sordina, consiguiendo un timbre diferente.
|                              |
| Pistón, como en la trompeta. |

|                             |
| Válvula, como en la trompa. |

|                                                |
| Vara telescópica, como en el trombón de varas. |

|                                          |
| Funcionamiento de un pistón de trompeta. |

## Generación del sonido
Basados en su fuente primaria de sonido, los instrumentos con boquillas de embudo pertenecen a la familia de las flautas de lengüeta, pero aquí los labios vibrantes del ejecutante unidos a la boquilla forman la flauta de lengüeta, basada en un principio similar al de las lengûetas que golpean. Sin embargo, el método de producción de sonido es muy diferente al de los tubos de lengüeta simples o dobles, aquí la boquilla del embudo también participa en la producción de sonido actuando como un resonador de pequeña cavidad y reaccionando a la vibración de los labios. Otra diferencia importante es la masa de los labios que es más grande que la masa de las cañas vibrantes mencionadas como ejemplo, por lo que el ejecutante puede influir más fácilmente en la resonancia de los tubos, e incluso, si es necesario, puede modificar ligeramente su frecuencia. El músico puede lograr esto cambiando la tensión de sus labios, la cantidad y la velocidad del aire que pasa a través de ellos. La onda estacionaria creada en el tubo afecta la vibración de los labios, la perpetúa y la estabiliza.
Debido a que el músico en un instrumento de viento-metal tiene el control directo sobre el vibrador principal (los labios), estos instrumentos pueden explotar la habilidad del músico para seleccionar el armónico al que la corriente de aire del instrumento vibra. Haciendo que el instrumento sea por lo menos el doble de largo que el equivalente en instrumentos de viento madera y empezando con el segundo armónico, los músicos pueden conseguir un rango de notas muy amplio simplemente variando la tensión de sus labios.
Una diferencia interesante entre los instrumentos viento de metal y de madera es que los instrumentos de viento de madera son no-direccionales. Esto significa que el sonido producido se propaga en todas las direcciones con el mismo volumen aproximado. Los instrumentos de metal, por otra parte, son muy direccionales, con la mayor cantidad del sonido producido viajando directamente desde la campana. Esta diferencia hace que sea significativamente más difícil de grabar de forma precisa a uno de estos instrumentos.

### Resonador
El resonador de los instrumentos con boquillas de embudo es, como la mayoría de los instrumentos de viento, un tubo en cuya columna de aire se crean ondas estacionarias como resultado de la excitación de la boquilla. En el caso más simple, el tubo tiene una sección transversal constante, cilíndrica, o puede expandirse uniformemente, cónica, pero en la mayoría de los casos tiene una forma compleja. Los instrumentos con un orificio predominantemente cilíndrico (trompeta, trombón) también se denominan trompetas, y los instrumentos con un orificio cónico que se ensancha (sofar, cuerno, fliscorno) se denominan cuernos. Debido a la naturaleza del tubo de lengüeta, el tubo puede considerarse acústicamente cerrado por un extremo, por lo que en el caso de un tubo cilíndrico, las partes impares del tono fundamental resuenan únicamente en él, en el caso de un agujero cónico, toda la secuencia armónica.
| (longitud)             | trompeta | bocina | trombón |
| ---------------------- | -------- | ------ | ------- |
| sección de la boquilla | 21%      | 11%    | 9%      |
| tubo cilíndrico        | 29%      | 61%    | 52%     |
| campana                | 50%      | 28%    | 39%     |

El resonador de tubería de instrumentos con boquillas de embudo avanzadas se puede dividir en las siguientes cuatro partes:
1. la boquilla con su cavidad
2. la sección de tubería en expansión que sigue a la boquilla
3. sección de tubería cilíndrica con una sección transversal constante
4. la parte que se expande como un embudo.

La proporción de estas partes varía significativamente en diferentes tipos de instrumentos musicales. El característico sonido brillante y metálico de la trompeta se debe a su tubo tradicionalmente estrecho y en gran parte cilíndrico. El funcionamiento telescópico del tubo de empuje del trombón requiere mecánicamente que la mayor parte del resonador del tubo también sea cilíndrico, con una sección transversal constante. Pero en cualquier instrumento equipado con válvulas, incluso si tiene un orificio cónico en forma de cono, las secciones de tubería insertadas por las válvulas deben ser necesariamente de sección transversal constante. De aquí se seguiría el desagradable hecho de que las resonancias de estos instrumentos no corresponden a la secuencia armónica natural, como sería deseable desde el punto de vista musical, ya que un tubo cilíndrico cerrado por un extremo sólo resuena por cada segundo armónico de su fundamental. tono. Afortunadamente, este no es el caso.

## Sordina
La sordina es una herramienta instrumental; este artefacto se introduce dentro de la campana, sirviendo para cambiar el sonido del instrumento aunque también puede  apagar considerablemente volumen. Dependiendo del instrumento el tamaño de la sordina varía según el tamaño de la campana.

## Formas
Los instrumentos de campana fundidos en metal o tallados en madera variaron de forma desde el principio, pero los instrumentos martillados a partir de láminas de metal sólo podían tener inicialmente una forma recta. Los romanos conocían la tecnología de doblar silbatos de latón ya en el siglo I, pero este conocimiento se olvidó a principios de la Edad Media. La construcción de instrumentos cada vez más largos (especialmente el largo añafil) en forma doblada se originó en el norte de Italia y se hizo común en los siglos XV y XVI. Esta solución permitía que el centro de gravedad del instrumento estuviera más cerca del músico durante su uso y que hiciera falta una fuerza menor para sostenerlo. Por otro lado, un instrumento más "compacto" es menos vulnerable y más fácil de transportar o tocar a lomo de caballo, por ejemplo. Además, la flexión del tubo permitía el uso del doble tubo de corredera y las válvulas. La curvatura no afecta significativamente al sonido del instrumento, pero hay que procurar que sea lo más curvo posible en relación con el diámetro de la tubería.
Las formas más típicas pueden agruparse en las siguientes categorías:

### Horizontal

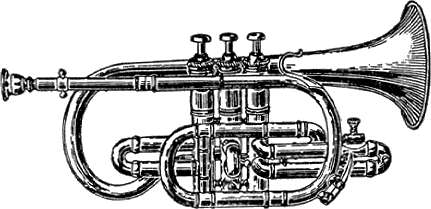
Forma horizontal de la campana: corneta

Tanto la boquilla como la campana son horizontales. La primera variante es la trompeta natural de doble curvatura, que sobrevivió casi sin cambios hasta el siglo XIX. Esta forma se conserva en la trompeta actual, pero también en la corneta y el fliscorno. En raras ocasiones, también se encuentran esta forma en instrumentos más graves como la trompa tenor e incluso la trompa barítono.

### Vertical

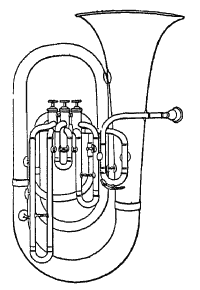
Forma vertical: tuba.

La campana mira hacia arriba, con la boquilla perpendicular a ella en posición horizontal. El ophicleid fue el primero en fabricarse con esta forma, y más tarde casi todos los instrumentos de metal de tono grave con una escala rica, la tuba , el eufonio, la trompa barítono, la trompa tenor. También se fabricó una versión de la corneta, para su uso a caballo.

### Como una calabaza
El corno tiene un sistema de tubos especialmente largos doblados, enrollados de forma que la boquilla y la campana están relativamente cerca. De este modo, el ejecutante puede alcanzar fácilmente la campana con una mano y, metiendo la mano, modificar las resonancias de un modo típico de este instrumento.

### Ovalado
La forma ovalada combina la forma vertical y la forma de calabaza. Se encuentra principalmente en trompas barítono y trompas tenores de válvulas rotativas de fabricación alemana y checa.

## Fabricación

### Metal
Tradicionalmente, los instrumentos normalmente están hechos de latón, pulido y luego lacado para evitar la corrosión. Algunos instrumentos de mayor calidad y mayor costo utilizan oro o plata para evitar la corrosión.
Las alternativas al latón incluyen otras aleaciones que contienen cantidades significativas de cobre o plata. Estas aleaciones son bioestáticas debido al efecto oligodinámico y, por lo tanto, suprimen el crecimiento de moho, hongos o bacterias. Los instrumentos de metal construidos con acero inoxidable o aluminio tienen una buena calidad de sonido pero son colonizados rápidamente por microorganismos y se vuelven desagradables de tocar.
La mayoría de los instrumentos de mayor calidad están diseñados para prevenir o reducir la corrosión galvánica entre el acero de las válvulas y resortes y el latón de la tubería. Esto puede tomar la forma de un diseño desecante, para mantener las válvulas secas, zinc de sacrificio, núcleos y resortes de válvulas reemplazables, arandelas aislantes de plástico o materiales no conductores o nobles para los núcleos y resortes de las válvulas. Algunos instrumentos utilizan varias de estas funciones.
El proceso de fabricación del extremo abierto grande (campana) de un instrumento de metal se llama "golpe de metal". Al hacer la campana de, por ejemplo, una trompeta, una persona traza un patrón y da forma a una chapa de metal en forma de campana utilizando plantillas, herramientas mecánicas, herramientas manuales y planos. El fabricante corta la campana en blanco, usando cizallas manuales o eléctricas. Martilla la pieza en bruto sobre un mandril en forma de campana y empalma la costura con una herramienta de muescas. La costura se suelda con un soplete de corte y soldadura con oxicombustible y se alisa con un martillo o una lima. Se utiliza una prensa de banco o de eje equipada con un tapón de plomo expansible para dar forma y alisar la campana y el cuello de la campana sobre un mandril. Un torno se utiliza para girar la cabeza de la campana y formar un cordón en el borde de la cabeza de la campana. Los cuellos de campana previamente formados se recocen, utilizando un soplete manual para ablandar el metal para doblarlo más. Los rayones de la campana se eliminan con un paño abrasivo.

### Otros materiales

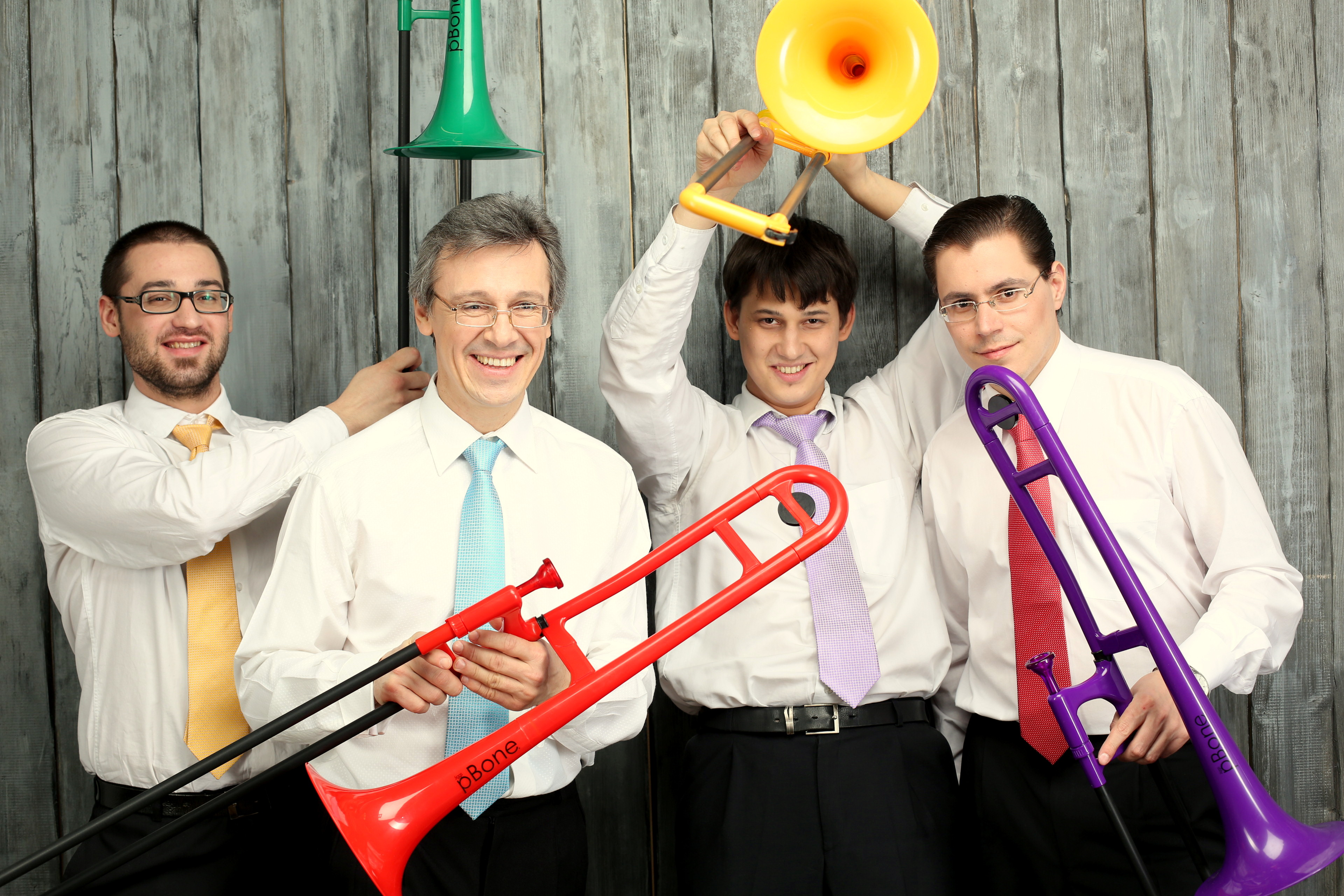
Cuarteto con trombones de plástico

Algunos instrumentos especiales están hechos de madera.
Los instrumentos hechos principalmente de plástico surgieron en la década de 2010 como una alternativa más económica y robusta al metal. Los instrumentos de plástico podían venir en casi cualquier color. El sonido que producen los instrumentos plásticos es diferente al del latón, laca, oro o plata.

## El tono
Se podría pensar que el sonido brillante, metálico y "latón" de la trompeta y el trombón está relacionado con el hecho de que están hechos de cobre o metal. En realidad, el material utilizado en esta familia de instrumentos afecta al sonido solo en una medida muy pequeña (aunque no despreciable).
Lo que es más importante: la forma geométrica del tubo resonador, más precisamente, qué tan grande es su sección transversal y según qué esquema cambia desde la boquilla hasta el borde de la campana. Los instrumentos estrechos, en su mayoría cilíndricos, con una sección transversal constante y que luego se canalizan rápidamente (trompeta, trombón) tienen el sonido más brillante y su sonido contiene la mayor cantidad de armónicos. Por otro lado, el sonido de los instrumentos con una escala más amplia, con una sección transversal en forma de cono que se expande casi en toda su longitud (fliscornos, cornetas y tubas) es mucho más suave y sedoso.
La forma y el diseño interno de la boquilla juegan un papel decisivo en el desarrollo del tono. Se usa una boquilla ancha en forma de copa para la trompeta y el trombón, y una boquilla de cavidad cónica más pequeña para la trompeta.

## Historia
Véase también: Historia de la trompeta
El origen de los instrumentos de viento-metal se remonta a los instrumentos elaborados con elementos presentes en la naturaleza, tales como cuernos de animales, ramas de árboles o caracolas que se utilizaban para diversas cuestiones como eran los entierros, rituales para ahuyentar a los malos espíritus, para la caza o para transmitir señales. La mayoría de las antiguas civilizaciones recurrieron a este elemento para tal cometido. 
En ocasiones, los instrumentos tenían un uso litúrgico, como sucede con el shofár judío, del cual existe testimonio en Números XXIX, 1. Sin embargo, el empleo del cuerno fue muy superior en los países nórdicos europeos, pues en ellos se perfeccionó y se fabricó de metal, como ocurre con el lur escandinavo, inspirado en el colmillo de un mamut. En la Edad del Bronce muchos pueblos fundían el metal para confeccionar grandes trompas, casi siempre destinadas a fines bélicos, aunque se mantenía su primigenia función como elemento para realizar señales. Un ejemplo de ello es el carnyx empleado por los celtas. 
Herencia de estas antiguas trompas son los aerófonos de metal surgidos en la Edad Media, como es el caso de las trompetas y sacabuches, estos últimos antecesores del trombón. Esta familia de instrumentos adquirió notable importancia gracias al perfeccionamiento de la trompa en el siglo XVII, añadido al nacimiento de la trompa de caza, consistente en un aerófono de metal con un tubo progresivamente ensanchado, con boquilla estrecha, cónica, campana ancha y cuello arrollado sobre sí mismo. Si el primer cometido de estos instrumentos fue la música heráldica y militar, paulatinamente se fueron incorporando a la música culta y así los vemos plenamente integrados en la orquesta del  clasicismo, para, en el siglo siguiente, ser objeto de grandes cambios morfológicos y adquirir una importancia determinante, tal como demuestra la música de Héctor Berlioz y Richard Wagner, que requieren ejemplares creados durante el siglo XIX, como tubas Wagner, fliscornos y oficleidos.
Sobre 1815 se inventó un sistema de válvulas y se eliminó el sistema de "codos" (tubos extra), mediante el cual se conseguía variar la longitud del tubo. Los instrumentos modernos tienen "tubos extra" permanentemente fijados y las válvulas se utilizan para que estos tramos puedan empalmarse y hacer el tubo principal más largo. Los tramos se abren o cierran mediante una serie de pistones. Ahora los diferentes instrumentos de viento se utilizan en la mayoría en las bandas sinfónicas.

## Instrumentos
- Bombardino
- Trombón
- Tuba
- Tuba wagneriana
- Cimbasso
- Trompa o corno (también conocida como corno francés)
- Trompeta
- Corneta
- Fliscorno
- Helicón
- Sousafón
- Figle